# Воля-Жендзиньска
Воля-Жендзиньска (пол. Wola Rzędzińska) — пассажирская и грузовая железнодорожная станция в селе Воля-Жендзиньска в гмине Тарнув, в Малопольском воеводстве Польши. Имеет 1 платформу и 2 пути.
Станция была построена на линии Галицкой железной дороги имени Карла Людвига (теперь на польской участке линия Краков-Главный — Медыка) в 1856 году, когда эта территория была в составе Королевства Галиции и Лодомерии.